# 百花繚乱 (幾田りらの曲)
「百花繚乱」（ひゃっかりょうらん、英題: In Bloom）は、日本のシンガーソングライターである幾田りらの楽曲。日本テレビ系アニメ『薬屋のひとりごと』の第2期第1クールオープニングテーマとして書き下ろされた楽曲で、幾田のソロ名義で初めてテレビアニメ作品のオープニングテーマに採用された楽曲となった。
アニメの放送が開始された2025年1月10日に配信シングルとして発売され、3月19日にCDシングルとして発売された。オリコン週間シングルランキングでは最高位11位、Billboard Japan Hot 100では最高位25位を記録した。

## 背景とリリース
2024年12月10日、2025年1月10日から放送開始となる日本テレビ系アニメ『薬屋のひとりごと』の第2期第1クールオープニングテーマが「百花繚乱」に決定したことが発表された。発表に際して、幾田は第1期の反響を肌で感じていたので、第2期のオープニングテーマを担当させていただけることになり、とても光栄ですと述べた。同日にはアニメ『薬屋のひとりごと』のプロモーション・ビデオがYouTube上で公開され、本作の一部が使用された。
アニメの放送が開始された1月10日に配信シングルとして発売され、同日18時に本作を使用したアニメのノンクレジットオープニング映像がYouTube上でプレミア公開された。同映像は公開から2日で100万回を超える再生回数を記録した。
3月10日にCDシングルとしても発売され、カップリング曲としてフジテレビ系水曜ドラマ『パリピ孔明』の劇中歌として書き下ろした「DREAMER」のセルフカバーが収録された。CDシングルは完全生産限定盤、初回生産限定盤、通常盤の3形態で発売され、完全生産限定盤にはアニメ『薬屋のひとりごと』の書き下ろしイラストを使用したデジパックを封入した薬棚仕様のパッケージで、前述のアニメのノンクレジットオープニング映像を収録したBlu-rayが付属し、初回生産限定盤には2023年7月に開催された「1st ワンマンツアー 『SKETCH』」から神奈川公演の映像を収録したBlu-rayが付属した。

## 制作
幾田は、楽曲について私自身が「薬屋のひとりごと」にどんどんのめり込んでいったわくわく感、物語やキャラクターたちへの愛を楽曲に落とし込みながら、作品世界に新しい風を吹き込めるような楽曲をお届けしたいという緊張感を持ち制作をさせていただきましたと語っている。
幾田は曲づくりに際して、原作となる小説やコミックス、アニメのすべてに目を通し、自身の想いの丈を書き込んだ後、作品の主人公である猫猫と自身の共通点を書き出していき、そこからまとめ上げた。猫猫と自身の共通点について、幾田は猫猫は、壬氏様や後宮の人々と出会い、関わりを持っていくことで、新しい景色が見えるようになっていくんですけど、私自身も、5年前にYOASOBIが始まり、自分ひとりで作詞作曲をしてきた人生が変化したんです。Ayaseさんをはじめとした、いろんな人たちとのコミュニケーションの中で。新しく見えてきた世界があるので、そこは共通しているところなのかなと思いますと語っている。アニメ側からは猫猫の気まぐれで楽しそうな雰囲気を楽曲に落とし込んでほしいという要望があり、幾田はオープニングということもあって、新しい風を感じてもらえるようなワクワクする感じと、作品のミステリアスなニュアンスをバランス良く入れ込むことで、今の楽曲にたどり着いたと思っていますと語っている。
『Real Sound』の取材で、聞き手の徳田要太から曲の冒頭に入っている「ゆらゆらり はらはらり」などの一節の語感が印象的だと言われ、幾田は後宮という、すごくきらびやかで華やかな世界の中で、いろいろな人の物語が折り重なっていくストーリーなので、それを花に例えて、咲いて散っていく様子などにすごく結びついた情景が浮かんできて。それが「ゆらゆらり」だったり「はらはらり」だったり、そういう音になってメロディと一緒に降りてきたところから出来上がっていますと語っている。
曲の構成については幾田が自ら考えていて、制作当初から歌始まりでいくということが決められていた。曲のアレンジは編曲を手がけたKOHDとのやりとりで決められ、間奏のギターソロはKOHD、後半部分に入っているピアノのフレーズは幾田の提案。

## プロモーション
2025年3月7日、YouTube上で「百花繚乱」のミュージック・ビデオがプレミア公開された。監督は本作のジャケットアートワークも手がけた蜷川実花が務め、撮影は当時開催された蜷川の個展「蜷川実花展 with EiM : 彼岸の光、此岸の影」の会場で行われた。
3月8日に放送された日本テレビ系『with MUSIC』でテレビ初披露となった。同番組ではテレビアニメ『薬屋のひとりごと』のオープニング映像と蜷川の個展会場で撮影された映像を使用した演出が採用された。

## 評価
ライターのかなざわまゆは、歌詞は元・薬師で薬と毒に目がない主人公が後宮で妃の毒見役となり、次々に現れる謎を解明していくアニメのストーリーそのもの。冒頭の〈ゆらゆらり〉〈はらはらり〉のような中毒性があるメロディが顔を覗かせつつも、ブロックごとに摩訶不思議な展開を見せていく様子が、ミステリー要素の高い作品とマッチしていると評した。
音楽ライターの長瀬昇は、音楽雑誌『ROCKIN'ON JAPAN』（2025年3月号）で速めのBPMに乗せめくるめく展開していくアレンジにより、曲名通りカラフルで華やかな印象を受ける。その一方、イントロとアウトロを省略する作法は通常運転としても、間奏も最小限、さらにはメロディの種類も絞り込むことで、3分足らずを駆け抜ける構成となっている自分の表現として、あるいはタイアップとして、必要不可欠な情報だけを抽出し、それ以外を排すること。それにより、圧倒的な即効性と中毒性が両立したこの極めて純度の高いポップソングが成り立っている。今日におけるポップの完成形、その核心に向け、作品を重ねる度に薄皮がめくられていくかのようだと評した。

### 受賞歴
| 年   | 賞                                            | カテゴリ       | 結果 | 注     |
| ---- | --------------------------------------------- | -------------- | ---- | ------ |
| 2025 | TikTok主催 ファンがアツい、アニメ・マンガ大賞 | 主題歌部門大賞 | 受賞 | [ 21 ] |

## シングル収録曲
| #         | タイトル     | 作詞・作曲 | 編曲      | 時間 |
| --------- | ------------ | ---------- | --------- | ---- |
| 1.        | 「百花繚乱」 | 幾田りら   | KOHD      | 2:59 |
| 合計時間: | 合計時間:    | 合計時間:  | 合計時間: | 2:59 |

| 全作詞・作曲: 幾田りら。 |                             |           |            |          |      |
| #                        | タイトル                    | 作詞      | 作曲・編曲 | 編曲     | 時間 |
| 1.                       | 「百花繚乱」                | 幾田りら  | 幾田りら   | KOHD     | 2:59 |
| 2.                       | 「DREAMER」                 | 幾田りら  | 幾田りら   | 福島章嗣 | 4:06 |
| 3.                       | 「百花繚乱 -Anime Edit-」   | 幾田りら  | 幾田りら   |          | 1:29 |
| 4.                       | 「百花繚乱 -Instrumental-」 | 幾田りら  | 幾田りら   | KOHD     | 2:59 |
| 5.                       | 「DREAMER -Instrumental-」  | 幾田りら  | 幾田りら   | 福島章嗣 | 4:06 |
| 合計時間:                | 合計時間:                   | 合計時間: | 15:39      |          |      |

| #   | タイトル           | 作詞 | 作曲・編曲 |
| --- | ------------------ | ---- | ---------- |
| 1.  | 「スパークル」     |      |            |
| 2.  | 「サークル」       |      |            |
| 3.  | 「おもかげ」       |      |            |
| 4.  | 「吉祥寺」         |      |            |
| 5.  | 「Midnight Talk」  |      |            |
| 6.  | 「レンズ」         |      |            |
| 7.  | 「蒲公英」         |      |            |
| 8.  | 「線香花火」       |      |            |
| 9.  | 「宝石」           |      |            |
| 10. | 「ロマンスの約束」 |      |            |
| 11. | 「ヒカリ」         |      |            |
| 12. | 「Free Free Free」 |      |            |
| 13. | 「JUMP」           |      |            |
| 14. | 「Answer」         |      |            |
| EN. | 「P.S.」           |      |            |

| #  | タイトル                                                                                        | 作詞 | 作曲・編曲 |
| -- | ----------------------------------------------------------------------------------------------- | ---- | ---------- |
| 1. | 「TVアニメ「薬屋のひとりごと」第2期 第1クールオープニングテーマ「百花繚乱」ノンクレジット映像」 |      |            |

## チャート成績

### 週間チャート
| チャート (2025年)                     | 最高位 |
| ------------------------------------- | ------ |
| 日本 (Japan Hot 100)                  | 25     |
| Japan Hot Animation (Billboard JAPAN) | 25     |
| 日本 (オリコン)                       | 11     |
| 日本 (オリコン合算シングル)           | 19     |
| 日本 (オリコンアニメシングル)         | 5      |

### 月間チャート
| チャート (2025年)             | 最高位 |
| ----------------------------- | ------ |
| 日本 (オリコン)               | 33     |
| 日本 (オリコンアニメシングル) | 10     |

## 発売日一覧
| 国/地域 | 発売日        | レーベル     | 規格               | 規格品番   | 備考 |
| ------- | ------------- | ------------ | ------------------ | ---------- | --- |
| 全国    | 2025年1月10日 | Echoes / SME | 音楽配信           | N/A        | |
| 日本    | 2025年3月19日 | Echoes / SME | CD+Blu-ray         | XSCL-103/4 | 初回生産限定盤                                                                                          |
| 日本    | 2025年3月19日 | Echoes / SME | CD                 | XSCL-105   | 通常盤                                                                                                  |
| 日本    | 2025年3月19日 | Echoes / SME | CD+Blu-ray+特製BOX | XSCL-106/7 | 完全生産限定盤 パッケージはアニメ『薬屋のひとりごと』の描き下ろしイラストのデジパックを封入した薬棚仕様 |

## カバー
- RAISE A SUILEN［レイヤ（Raychell）］ - ゲーム『バンドリ! ガールズバンドパーティ!』に収録（2025年8月20日追加）。